# 竹圍子 (南投縣)
竹圍子，原寫為竹圍仔，是台灣南投縣竹山鎮的一個傳統地域名稱，位於該鎮北部。相較於今日行政區，其範圍大致包括下坪里南半部不含其東北端、竹山里西北端、竹圍里、雲林里不含東南端、中山里西大半部、硘磘里、德興里東端中段。

## 歷史
台灣清治末期至日治初期，竹圍子地區為一街庄，稱為「竹圍仔庄」，隸屬於沙連堡。該庄輪廓南北狹長，略呈北寬南尖的倒錐形，北與香員腳庄為鄰，東與江西林庄、埔心仔庄、林杞埔街、大坑庄為鄰，西邊為下崁庄。
1901年（日治明治三十四年）11月，全台廢縣廳改設二十廳，該庄隸屬於斗六廳。1903年（明治三十六年）6月，該庄編入「林圮埔區」，隸屬於南投廳。1909年（明治四十二年）10月，合併二十廳為十二廳，林圮埔區改隸屬於南投廳。1920年（大正九年），全台地方制度大改正，廢十二廳改設五州二廳，該庄改制並雅化為「竹圍子」大字，隸屬於臺中州竹山郡竹山庄，大字下有「竹圍子」、「下坪」、「硘磘」小字名。1931年，竹山庄升格為竹山街。
戰後竹山街改制為竹山鎮，隸屬於臺中縣，大字亦改制為里。1950年10月，中、彰、投分治，竹山鎮改隸屬南投縣。

## 聚落
本地區發展較早的聚落有下坪、竹圍仔、硘磘、崎頭等，在日治期初期的官方地圖上已有記載。

## 交通
國道3號又稱「福爾摩沙高速公路」，是貫穿台灣西部的兩條縱向高速公路之一，大致以東南東—西北西走向轉東北東—西南西走向經過竹圍子區北部。北上最近的交流道是東北側的竹山交流道，有連絡道與省道台3線相接；南下最近的是西側鄉道投47線交會處的南雲交流道。由此等可快速前往台灣南北各地。
省道台3線（大明路、集山路三段）俗稱「內山公路」，是臺北至屏東的幹道，大致以東北東—西南西走向繞大彎轉東北微北—西南微南走向再繞大彎轉東南東—西北西走向經過本地區中部偏南地帶。由該道路向東北東繞過竹山市區轉北北東經國道3號竹山交流道連絡道路口後轉西北微北再轉北可前往名間、南投、草屯、霧峰等地；向西北西可前往林內、斗六、古坑、梅山等地。
縣道149號（自強路、鯉南路）是竹山至梅山的道路，其北側端點位於本地區中部略偏南的省道台3線路口。由此向南南東至鯉南路路口，轉西南微南再轉西南再轉西南微南，出境後可前往下崁東南部、福興、山坪頂西部、勞水坑、桶頭、樟湖、苦苓腳、大湖底、小梅（梅山）並止於省道台3線另一路口。
鄉道投45線（下坪路）是下坪至竹山的道路，其北側端點位於本地區北部的濁水溪南岸堤防道路路口。由此向南轉南南東蜿蜒而行，經國道3號高架橋下、下坪聚落後出境，可前往埔心子西部、埔心子與竹山（林杞埔）交界地帶並止於省道台3線路口。
鄉道投47-2線（前山路一段）是下崁至竹山市區的道路，其東南側端點位於本地區中部偏東南的省道台3線路口。由此向西北直行，至近邊界處轉西南出境後，經一髮夾彎轉北北東再轉西北西可前往下崁北部並止於鄉道投47線路口。
鄉道投47-3線（枋坪巷）是冷水坑至竹山市區的道路，其東南側端點位於本地區東部邊界處的省道台3線路口。由此向北微西轉西北蜿蜒而行，出境後可前往下崁北部並止於鄉道投47線路口。
鄉道投48線（大智路）是竹山至延和國中的道路，其西南側端點位於本地區東部偏南的縣道149號轉角路口。由此向東南出境後繞大彎經大坑北部轉東北可前往豬頭棕西北部、埔心子並止於省道台3線路口。

## 學校
- 竹山高中
- 雲林國小